# 易變南鰍
易變南鰍（學名：Schistura dubia）為輻鰭魚綱鯉形目條鰍科南鰍屬的其中一種。分布於亞洲泰國湄南河流域，本魚體延長，具觸鬚3對，側線不完全至臀鰭基部，在尾鰭基底有二個黑色的斑點，身體上具8-11條橫帶，尾鰭邊緣微凹，背鰭軟條12枚，臀鰭軟條8枚，體長可達9.3公分，棲息在礫石底質的河川底層水域，生活習性不明。

## 扩展阅读
維基物種上的相關：易變南鰍